# Флотилія Військово-Морських Сил України
Флотилія Військово-Морських Сил ЗС України(Флотилія ВМСУ) — оперативне об'єднання або оперативно-тактичне об'єднання у Військово-морських силах України для виконання бойових завдань, а також підготовки корабельно-катерного складу ВМС.

## Історія
На початку 2020 року, у складі Морського командування ВМС України всі кораблі, катери та судна з шести різних дивізіонів були зведені у флотилію ВМС ЗС України. Для розподілу функцій за стандартами НАТО флотилія і надалі буде працювати з придбання можливостей з підготовки корабельного складу. 

## Командування
Командир
- капітан 1-го рангу Федаш Юрій Петрович (2018 — т.ч.)[1]

Заступник командира
- капітан 1 рангу Глухов Дмитро Сергійович (2020)[2]